# Lawina piroklastyczna

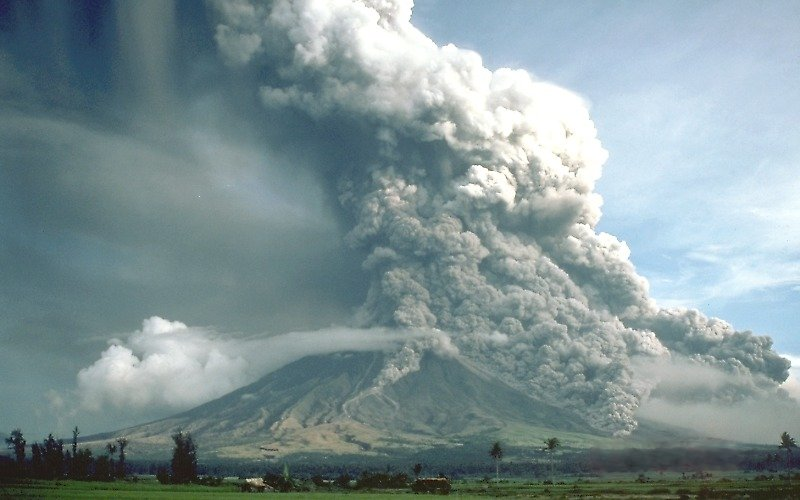
Lawiny piroklastyczne na stokach wulkanu Mayon na Filipinach w 1984

Lawina piroklastyczna, potok piroklastyczny, spływ piroklastyczny – częste zjawisko towarzyszące erupcjom wulkanicznym, mieszanina gorących gazów wulkanicznych i materiału piroklastycznego (popiołów i okruchów skalnych), które przemieszczają się z dużą prędkością (do 150 km/h) w dół stoków wulkanu. Temperatura gazów może osiągać nawet 700–1000 °C, stąd też używane jest inne określenie chmura gorejąca (fr. nuée ardente). Objętość większości lawin piroklastycznych waha się od 1 do 10 km³, a ich zasięg do kilku kilometrów od krateru.

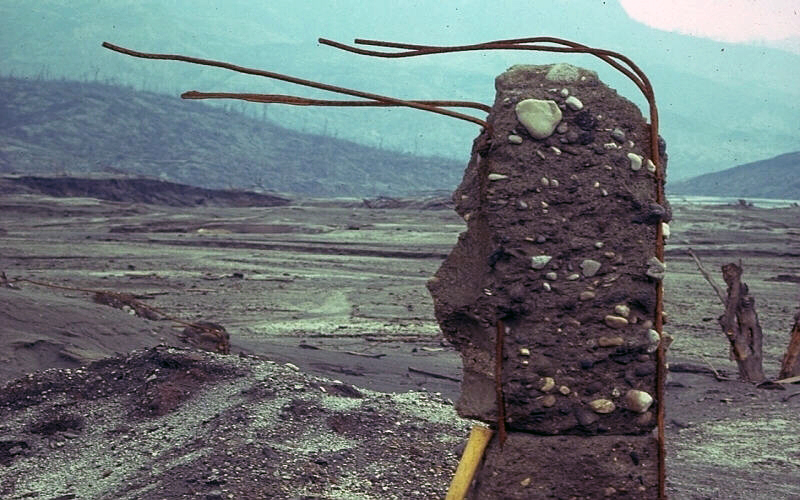
Pozostałości budynku we Francisco Leon w Meksyku, zniszczonego przez lawinę piroklastyczną podczas wybuchu wulkanu El Chichon w 1982. Widoczne pręty zbrojenia, wygięte w kierunku spływu lawiny.

Ze względu na prędkość i wysokie temperatury lawiny piroklastyczne przynoszą ogromne zniszczenia na trasie spływu. W warstwie powierzchniowej przemieszczają się większe okruchy skalne, które niszczą wszystko na swojej drodze. Wyżej znajduje się gorąca chmura popiołów i gazów, które przemieszczają się szybciej (do 300 km/h) i stanowią równie śmiertelne zagrożenie.
Najbardziej znana lawina piroklastyczna miała miejsce 8 maja 1902, kiedy wybuchł wulkan Montagne Pelée na Martynice. Spływająca chmura gazów i popiołów zniszczyła wówczas 30-tysięczne miasto Saint-Pierre. Wówczas to pojawiło się określenie chmura gorejąca, które weszło później na stałe do słownika wulkanologów.
Jedna z największych lawin piroklastycznych zeszła 18 maja 1980 roku podczas wybuchu Mount St. Helens.
W 1991 roku w Japonii lawina piroklastyczna zabiła parę doświadczonych wulkanologów – Katię i Maurice'a Krafftów oraz 41 innych osób.
Lawina piroklastyczna, która powstała w wybuchu Wezuwiusza 24 sierpnia 79 roku, zniszczyła miasta Pompeje, Herkulanum, Stabie i Oplontis.